# Anemesia
Anemesia is een geslacht van spinnen uit de familie Cyrtaucheniidae.

## Soorten
Het geslacht kent de volgende soorten:
- Anemesia birulai (Spassky, 1937)
- Anemesia incana Zonstein, 2001
- Anemesia karatauvi (Andreeva, 1968)
- Anemesia tubifex (Pocock, 1889)